# Al volapié

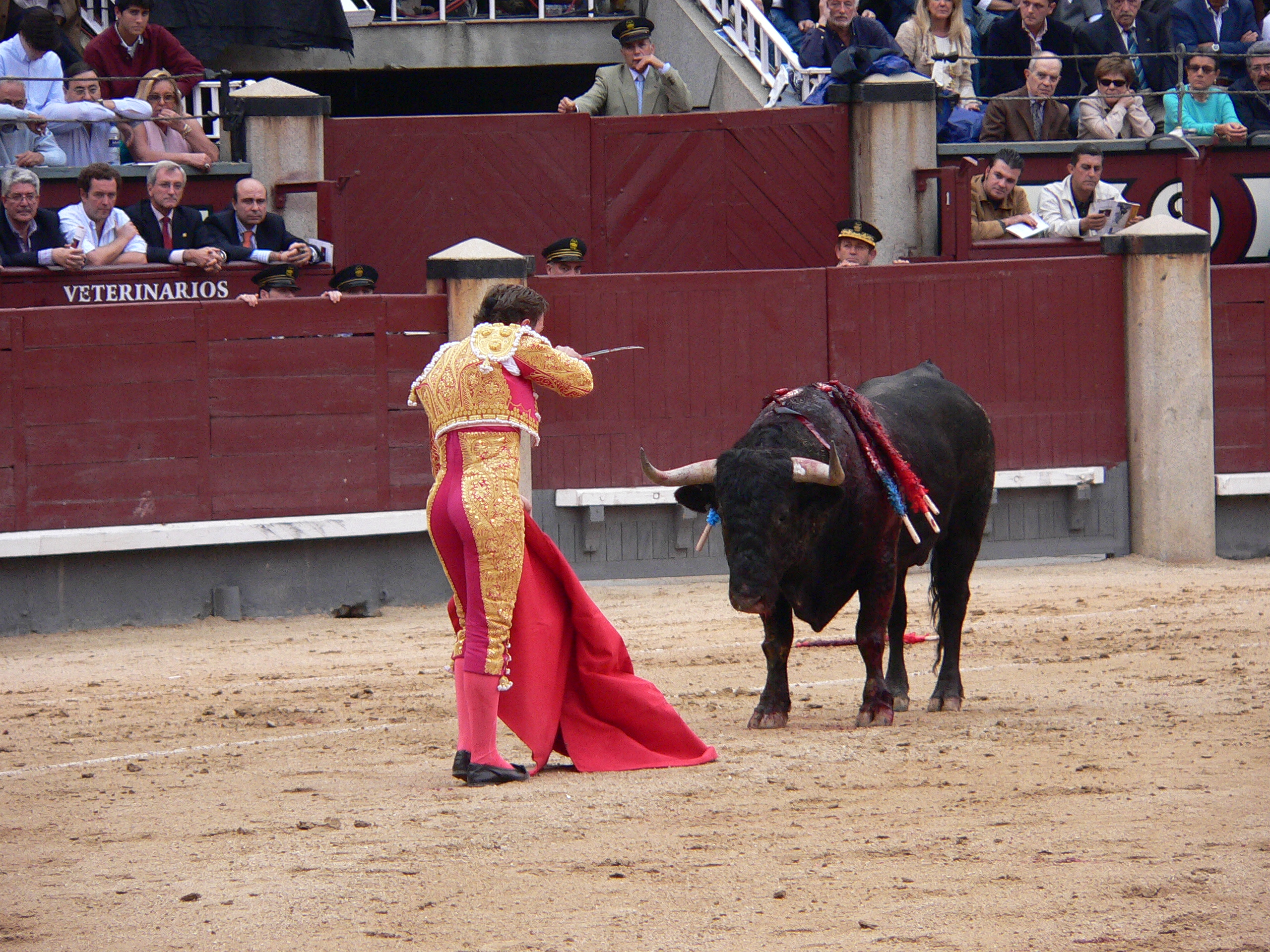
Estocade al volapié

Dans le monde de la tauromachie, al volapié est un type d'estocade. C'est une manière de tuer le taureau dans laquelle le torero prend la totalité des initiatives. 

## Description et historique
Le taureau doit être « cadré », c'est-à-dire d'aplomb sur ses quatre pattes et la tête légèrement baissée. Dans ces conditions, le torero se présente de trois-quarts face ou se « profile » face au taureau à courte distance, l'épée à hauteur de poitrine. La muleta est enroulée autour du palillo (bâton de soutien de la muleta) pour ne laisser flotter que la quantité d'étoffe nécessaire. L'homme appelle l'attention du taureau tout en visant, puis il part en droite ligne vers l'animal, dont il détourne la tête avec la muleta tenue dans la main gauche. Il engage alors le bras droit entre les cornes, le poids de son corps reposant sur sa jambe gauche, et il  « croise » en ramenant le bras gauche sous le bras droit.
Selon les historiens de la corrida (Lafront, Casanova et Dupuy, Robert Bérard), ce geste est le plus difficile et le plus dangereux de la tauromachie actuelle lorsqu'il est correctement exécuté. C'est-à-dire quand, pendant quelques secondes, le torero perd de vue les cornes du taureau qui peut, par une réaction défensive, relever la tête. Ceci explique pourquoi nombre de matadors s'efforcent d'éviter ce risque, et pour cela, préfèrent pousser latéralement sur l'épée après le passage des cornes (« forcer sur le fer à tête passée. »)
Cette méthode permet d'estoquer des taureaux dont la charge est affaiblie par une faena trop longue ou un trop grand nombre de passes.
L'invention de l'estocade al volapié est attribuée à Costillares au XVIIIe siècle. Avant lui, la manière habituelle de tuer le taureau était l'estocade a recibir, sauf si le taureau était épuisé par les piques et ne pouvait plus charger. Costillares l'aurait en tout cas améliorée pour éviter les spectacles sauvages où intervenaient chiens, poignards et demi-lunes coupe-jarrets.